# Golofa
Golofa (лат.) — род крупных жуков из подсемейства Dynastinae в семействе пластинчатоусые.

## Описание
Крупные (от 20 до 60 мм) жуки чёрной или коричневой окраски. Наличиник удлинённый. Рога самцов на лбу и переднеспинке, обычно, очень тонкие. Лобный рог резко вздёрнутый вверх. Вершина верхних челюстей рассечённая, редко заострённая. Голени передних ног длиннее и тоньше, чем у самок, и по внешнему краю имеют три или четыре зубца. Надкрылья у самцов гладкие, у самок — морщинистые.

## Список видов
- Golofa aegeon Drury, 1773
- Golofa antiquus Arrow, 1911
- Golofa argentinus Arrow, 1911
- Golofa claviger Linnaeus, 1771
- Golofa cochlearis Ohaus, 1910
- Golofa costaricensis Bates, 1888
- Golofa eacus Burmeister, 1847
- Golofa gaujoni Lachaume, 1985
- Golofa globulicornis Dechambre, 1975
- Golofa hirsuta Ratcliffe, 2003
- Golofa imbellis Bates, 1888
- Golofa incas Hope, 1837
- Golofa inermis Thomson, 1859
- Golofa minuta Sternberg, 1910
- Golofa obliquicornis Dechambre, 1975
- Golofa paradoxus Dechambre, 1975
- Golofa pelagon Burmeister, 1847
- Golofa pizarro Hope, 1837
- Golofa porteri Hope, 1837
- Golofa pusilla Arrow, 1911
- Golofa solisi Ratcliffe, 2003
- Golofa spatha Dechambre, 1989
- Golofa tepaneneca Moron, 1995
- Golofa tersander Burmeister, 1847
- Golofa testudinarius Prell, 1934
- Golofa unicolor Bates, 1891
- Golofa wagneri Abadie, 2007
- Golofa xiximeca Moron, 1995

- Golofa aegeon
- Golofa aegeon
- Golofa eacus
- Golofa claviger
- Golofa sagittariae

## Распространение
Представители рода встречаются на территории Центральной и Южной Америки.